# Augustine Ngom Jua
Pour les articles homonymes, voir Jua.
Augustine Ngom Jua, né le 24 novembre 1924 à Belo et mort le 30 décembre 1977 à Njinikom, est un  homme d'État camerounais. C'est un instituteur qui s'est engagé sur le terrain politique à partir des années 1950.

## Biographie
Augustine Ngom Jua naît le 24 novembre 1924 à Belo dans le département du Boyo (alors Cameroun britannique) de Bobe Ngom et de Nsangli Kuoh. 
Il vient au monde dans le contexte d'un Cameroun coupé en deux après la Première Guerre mondiale et confié par la Société des Nations (SDN) à la France et au Royaume-Uni pour administration. La partie du territoire camerounais où il naît est administrée par le Royaume-Uni comme partie intégrante du Nigeria. Augustine va donc grandir, non pas comme camerounais, mais comme un enfant nigérian.

### Carrière politique

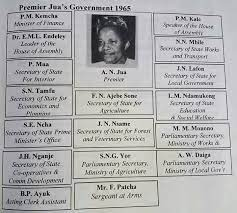
Le gouvernement d'Augustine Ngom Njua du Cameroun occidental en 1965.

Avec John Ngu Fontcha et Salomon Tandeng Muna, Augustine Ngom Jua est l'un des membres fondateurs du Parti démocratique national du Kamerun (KNDP) en 1955.
C'est le représentant des chefs traditionnels au Southern Cameroons House of Assembly de 1954 à 1957. 
Le 15 mars 1957, il est élu dans cette assemblée comme Représentant de la région de Wum-Est. Comme Muna et Foncha, il travaille pour la prochaine réunification des deux Cameroun. Cet objectif est atteint dès le début du mois d'octobre 1961. 
Le 20 octobre 1961, quelques jours seulement après la proclamation de la République fédérale du Cameroun, le Président Ahmadou Ahidjo nomme Augustine Ngom Jua Adjoint au Ministre de la Santé Publique dans le premier gouvernement de la République fédérale du Cameroun.
Le 30 décembre 1961, il est élu Député à l'Assemblée Législative du Cameroun occidental.  
Le 13 janvier 1962, Augustine Ngom Jua quitte le poste d'Adjoint au Ministre de la Santé Publique pour devenir Secrétaire d'État aux Finances dans le Gouvernement du Cameroun occidental. Il est l'un des Camerounais anglophone qui s'oppose à la forme de l'État et Ahmadou Ahidjo le qualifie d'« autonomiste avant tout ». Il souhaite qu'il y ait deux nationalités au Cameroun fédéral, une nationalité pour les Camerounais francophones et une autre pour les Camerounais anglophones. Et le nom choisi pour désigner le Cameroun occidental circule déjà: « Ambazonia Republic ». Ahidjo répond: « Dès lors que les populations du Cameroun occidental ont massivement voté pour la réunification et non la fédération, après réunification, nous avons librement estimé qu'il fallait créer une fédération à deux Etats ayant des institutions qui sont déjà bien en place. Mais cela ne veut pas dire qu'il y a deux nations Camerounaises ». 
Le 12 mai 1965, Augustine Ngom Jua devient Premier Ministre et Chef du Gouvernement de l'État Fédéré du Cameroun occidental, en remplacement de John Ngu Foncha, Vice-Président de la République fédérale du Cameroun. Il occupe ce poste jusqu'au 11 janvier 1968, date à laquelle il est remplacé par Salomon Tandeng Muna. 
De 1963 à 1966, il est Vice-Président du KNDP. 1966 est l'année de naissance du parti unique Union nationale camerounaise (UNC). 
Le 18 mai 1973, Augustine Ngom Jua est élu député à l'Assemblée Nationale de la République Unie du Cameroun, poste qu'il occupe jusqu'à son décès survenu le 30 décembre 1977 à Njinikom des suites d'une maladie.  